# Hằng Xương
Hằng Xương (tiếng Trung: 恆昌; 5 tháng 5 năm 1753 - 5 tháng 3 năm 1778) là một hoàng thân của nhà Thanh trong lịch sử Trung Quốc, người thừa kế 1 trong 12 tước vị Thiết mạo tử vương.

## Cuộc đời
Hằng Xương được sinh ra vào ngày 3 tháng 4 (âm lịch) năm Càn Long thứ 18 (1753), trong gia tộc Ái Tân Giác La. Ông là con trai thứ tư của Thuận Thừa Cung Quận vương Thái Phỉ Anh A, mẹ ông là Đích Phúc tấn Phú Sát thị (富察氏).
Năm Càn Long thứ 21 (1756), phụ thân ông qua đời, ông được thế tập tước vị Thuận Thừa Quận vương (順承郡王) đời thứ 11, khi đó ông mới có 3 tuổi.
Năm thứ 43 (1778), ngày 7 tháng 2 (âm lịch), giờ Mùi, ông qua đời, thọ 26 tuổi, được truy thụy Thuận Thừa Thận Quận vương (順承慎郡王).

## Gia quyến

### Thê thiếp
- Đích Phúc tấn: Tĩnh Khải Lý thị (靖啓里氏), con gái của Tát Linh A (薩齡阿).
- Trắc Phúc tấn: Lý Giai thị (李佳氏), con gái của Nhất đẳng Thị vệ Tát Mục Bố (薩穆布).
- Thứ Phúc tấn: Mã Giai thị (馬佳氏), con gái của Hộ quân Mã Tam Thái (馬三泰).

### Con trai
1. Luân Trụ (倫柱; 1772 – 1823), mẹ là Thứ Phúc tấn Mã Giai thị. Năm 1778, được thế tập tước vị Thuận Thừa Quận vương. Sau khi qua đời được truy thụy Thuận Thừa Giản Quận vương (顺承简郡王). Có 19 con trai.
2. Luân Thành (倫成; 1775 – 1797), mẹ là Thứ Phúc tấn Mã Giai thị. Được phong làm Nhị đẳng Thị vệ kiêm Nhất đẳng Phụ quốc Tướng quân (一等輔國將軍). Vô tự.
3. Luân Chính (倫正; 1777 – 1816), mẹ là Trắc Phúc tấn Lý Giai thị. Được phong làm Nhị đẳng Phụ quốc Tướng quân (二等輔國將軍). Có 2 con trai.